# Hydrovatus bomansi
Hydrovatus bomansi är en skalbaggsart som beskrevs av Guignot 1955. Hydrovatus bomansi ingår i släktet Hydrovatus och familjen dykare. Inga underarter finns listade i Catalogue of Life.